# 瓦妮莎·海斯勒
瓦妮莎·海斯勒（Vanessa Hessler，1988年1月21日—），義大利籍的模特、女演員。
爸爸是美國人，媽媽是義大利人，於羅馬住到八歲，之後就跟爸爸搬去美國華盛頓居住，2002年的時候也就是她15歲時，回到義大利開始了model的工作，姣好的外型讓她在歐洲也頗受注目，拍過GUESS、Giorgio Armani、L'Oréal等知名品牌的廣告，甚至代言過德國網路寬頻DSL的品牌”Alice”！在《一千零一夜：阿拉丁和谢赫拉莎德》饰演谢赫拉莎德。